# Cratere Mickiewicz
Mickiewicz  è un cratere sulla superficie di Mercurio.